# Meditaciones pascalianas
Meditaciones Pascalianas
 es un libro del sociólogo francés Pierre Bourdieu publicado en 1997.

## Tema
Meditaciones pascalianas es una interpretación sociofilosófica del papel del sociólogo y el retorno de la sociología a sus raíces filosóficas, que a menudo se han separado de ellas desde el siglo XIX. Blaise Pascal, un pensador cristiano, se encuentra entre las personas que influyeron en Pierre Bourdieu en los últimos años de su vida. En las Meditaciones pascalianas, las referencias de Bourdieu a los escritos de Pascal son únicamente a los pensamientos de Pascal. La mitad de las referencias de Bourdieu al pensamiento de Pascal se encuentran en los capítulos tercero y quinto del texto, que se dedican principalmente a criticar el racionalismo filosófico y desarrollar la teoría del orden político. Bourdieu se alinea como pascaliano. Según Bourdieu, Pascal es más que una fuente de referencia, es una fuente de inspiración en términos de posiciones frente al mundo, especialmente al mundo intelectual. Las reflexiones de Pascal miran la sociología de Bourdieu en el espejo de la teología de Pascal. Bourdieu conduce una reflexión sobre el tema del trabajo intelectual y las condiciones de su producción de las que siempre depende. Jean-François Dortier ilustra esta tesis a través de la metáfora del momento de la improvisación musical: lo que puede asociarse a la expresión de un talento puro, desvinculado de cualquier obra anterior, que materializa espontáneamente el espíritu del músico es en realidad el resultado de una gran experiencia y muchas horas de trabajo y comprensión de los estándares clásicos de la música. La asimilación de estas reglas se incorporan (habitus), se integran como un conjunto de normas y luego se reinvierten en el trabajo de improvisación. Esto se aplica al pensamiento, la razón, el trabajo intelectual.

## Reseña y Crítica
Algunos sociólogos creen que en Meditaciones pascalianas, Bourdieu enfatiza la integración de sus constructos teóricos como hábito, campo, illusio, violencia simbólica y similares a lo largo de varias décadas. Vemos movimientos en espiral que son los favoritos de Bourdieu. Esta reformulación no es el resultado de una reflexión teórica, sino el resultado de un encuentro directo con las cosas indescriptibles de la práctica sociológica. Las reflexiones de Pascal son un complemento a su teoría de la acción. Este vaivén entre las reflexiones sociológicas y la rudeza de la investigación integral ha tenido un efecto importante en la sociología .